# Lista planetelor minore/18001–18100
Aceasta este Lista planetelor minore/18001–18100; pentru a naviga prin lista completă vezi Lista planetelor minore.
Pentru ale detalii vezi și Proiect:Astronomie sau Portal:Astronomie.
| Nume                  | Denumire provizorie | Data descoperirii  | Locul descoperirii     | Descoperitor(i)       |
| --------------------- | ------------------- | ------------------ | ---------------------- | --------------------- |
| 18001 -               | 1999 JY83           | 12 mai 1999        | Socorro                | LINEAR                |
| 18002 -               | 1999 JJ84           | 12 mai 1999        | Socorro                | LINEAR                |
| 18003 -               | 1999 JU84           | 13 mai 1999        | Socorro                | LINEAR                |
| 18004 Krystosek       | 1999 JD86           | 12 mai 1999        | Socorro                | LINEAR                |
| 18005 -               | 1999 JD91           | 12 mai 1999        | Socorro                | LINEAR                |
| 18006 -               | 1999 JE94           | 12 mai 1999        | Socorro                | LINEAR                |
| 18007 -               | 1999 JK97           | 12 mai 1999        | Socorro                | LINEAR                |
| 18008 -               | 1999 JV99           | 12 mai 1999        | Socorro                | LINEAR                |
| 18009 Patrickgeer     | 1999 JP100          | 12 mai 1999        | Socorro                | LINEAR                |
| 18010 -               | 1999 JQ100          | 12 mai 1999        | Socorro                | LINEAR                |
| 18011 -               | 1999 JQ113          | 13 mai 1999        | Socorro                | LINEAR                |
| 18012 Marsland        | 1999 JM114          | 13 mai 1999        | Socorro                | LINEAR                |
| 18013 Shedletsky      | 1999 JS114          | 13 mai 1999        | Socorro                | LINEAR                |
| 18014 -               | 1999 JC121          | 13 mai 1999        | Socorro                | LINEAR                |
| 18015 Semenkovich     | 1999 JD121          | 13 mai 1999        | Socorro                | LINEAR                |
| 18016 Grondahl        | 1999 JU122          | 13 mai 1999        | Socorro                | LINEAR                |
| 18017 -               | 1999 JC124          | 14 mai 1999        | Socorro                | LINEAR                |
| 18018 -               | 1999 JR125          | 10 mai 1999        | Socorro                | LINEAR                |
| 18019 Dascoli         | 1999 JJ126          | 13 mai 1999        | Socorro                | LINEAR                |
| 18020 Amend           | 1999 JT126          | 13 mai 1999        | Socorro                | LINEAR                |
| 18021 Waldman         | 1999 JH127          | 13 mai 1999        | Socorro                | LINEAR                |
| 18022 Pepper          | 1999 JN127          | 13 mai 1999        | Socorro                | LINEAR                |
| 18023 -               | 1999 JQ129          | 12 mai 1999        | Socorro                | LINEAR                |
| 18024 Dobson          | 1999 KK4            | 20 mai 1999        | Oaxaca                 | J. M. Roe⁠(d)          |
| 18025 -               | 1999 KF5            | 18 mai 1999        | Kitt Peak              | Spacewatch            |
| 18026 Juliabaldwin    | 1999 KG13           | 18 mai 1999        | Socorro                | LINEAR                |
| 18027 Gokcay          | 1999 KL14           | 18 mai 1999        | Socorro                | LINEAR                |
| 18028 Ramchandani     | 1999 KO14           | 18 mai 1999        | Socorro                | LINEAR                |
| 18029 -               | 1999 KA16           | 21 mai 1999        | Socorro                | LINEAR                |
| 18030 -               | 1999 LX4            | 8 iunie 1999       | Socorro                | LINEAR                |
| 18031 -               | 1999 LO14           | 9 iunie 1999       | Socorro                | LINEAR                |
| 18032 Geiss           | 1999 MG1            | 20 iunie 1999      | Anderson Mesa          | LONEOS                |
| 18033 -               | 1999 NR4            | 14 iulie 1999      | Zeno⁠(d)                | T. Stafford⁠(d)        |
| 18034 -               | 1999 NF6            | 13 iulie 1999      | Socorro                | LINEAR                |
| 18035 -               | 1999 NJ7            | 13 iulie 1999      | Socorro                | LINEAR                |
| 18036 -               | 1999 ND26           | 14 iulie 1999      | Socorro                | LINEAR                |
| 18037 -               | 1999 NA38           | 14 iulie 1999      | Socorro                | LINEAR                |
| 18038 -               | 1999 NR48           | 13 iulie 1999      | Socorro                | LINEAR                |
| 18039 -               | 1999 ND49           | 13 iulie 1999      | Socorro                | LINEAR                |
| 18040 -               | 1999 NC60           | 13 iulie 1999      | Socorro                | LINEAR                |
| 18041 -               | 1999 RX13           | 7 septembrie 1999  | Socorro                | LINEAR                |
| 18042 -               | 1999 RF27           | 7 septembrie 1999  | Socorro                | LINEAR                |
| 18043 Laszkowska      | 1999 RQ54           | 7 septembrie 1999  | Socorro                | LINEAR                |
| 18044 -               | 1999 RS89           | 7 septembrie 1999  | Socorro                | LINEAR                |
| 18045 -               | 1999 RR100          | 8 septembrie 1999  | Socorro                | LINEAR                |
| 18046 -               | 1999 RN116          | 9 septembrie 1999  | Socorro                | LINEAR                |
| 18047 -               | 1999 RP145          | 9 septembrie 1999  | Socorro                | LINEAR                |
| 18048 -               | 1999 RG170          | 9 septembrie 1999  | Socorro                | LINEAR                |
| 18049 -               | 1999 RX195          | 8 septembrie 1999  | Socorro                | LINEAR                |
| 18050 -               | 1999 RS196          | 8 septembrie 1999  | Socorro                | LINEAR                |
| 18051 -               | 1999 RU196          | 8 septembrie 1999  | Socorro                | LINEAR                |
| 18052 -               | 1999 RV199          | 8 septembrie 1999  | Socorro                | LINEAR                |
| 18053 -               | 1999 RU208          | 8 septembrie 1999  | Socorro                | LINEAR                |
| 18054 -               | 1999 SW7            | 29 septembrie 1999 | Socorro                | LINEAR                |
| 18055 Fernhildebrandt | 1999 TJ13           | 11 octombrie 1999  | Farpoint               | G. Hug⁠(d), G. Bell⁠(d) |
| 18056 -               | 1999 TV15           | 11 octombrie 1999  | Gnosca⁠(d)              | S. Sposetti⁠(d)        |
| 18057 -               | 1999 VK10           | 9 noiembrie 1999   | Oizumi                 | T. Kobayashi          |
| 18058 -               | 1999 XY129          | 12 decembrie 1999  | Socorro                | LINEAR                |
| 18059 Cavalieri       | 1999 XL137          | 15 decembrie 1999  | Prescott⁠(d)            | P. G. Comba⁠(d)        |
| 18060 -               | 1999 XJ156          | 8 decembrie 1999   | Socorro                | LINEAR                |
| 18061 -               | 1999 XH179          | 10 decembrie 1999  | Socorro                | LINEAR                |
| 18062 -               | 1999 XY187          | 12 decembrie 1999  | Socorro                | LINEAR                |
| 18063 -               | 1999 XW211          | 13 decembrie 1999  | Socorro                | LINEAR                |
| 18064 -               | 1999 XY242          | 13 decembrie 1999  | Catalina               | CSS                   |
| 18065 -               | 2000 AM41           | 3 ianuarie 2000    | Socorro                | LINEAR                |
| 18066 -               | 2000 AR79           | 5 ianuarie 2000    | Socorro                | LINEAR                |
| 18067 -               | 2000 AB98           | 4 ianuarie 2000    | Socorro                | LINEAR                |
| 18068 -               | 2000 AF184          | 7 ianuarie 2000    | Socorro                | LINEAR                |
| 18069 -               | 2000 AS199          | 9 ianuarie 2000    | Socorro                | LINEAR                |
| 18070 -               | 2000 AC205          | 13 ianuarie 2000   | Višnjan Observatory⁠(d) | K. Korlević           |
| 18071 -               | 2000 BA27           | 30 ianuarie 2000   | Socorro                | LINEAR                |
| 18072 -               | 2000 CL71           | 7 februarie 2000   | Socorro                | LINEAR                |
| 18073 -               | 2000 CB82           | 4 februarie 2000   | Socorro                | LINEAR                |
| 18074 -               | 2000 DW             | 24 februarie 2000  | Oizumi                 | T. Kobayashi          |
| 18075 Donasharma      | 2000 DD5            | 28 februarie 2000  | Socorro                | LINEAR                |
| 18076 -               | 2000 DV59           | 29 februarie 2000  | Socorro                | LINEAR                |
| 18077 -               | 2000 EM148          | 4 martie 2000      | Catalina               | CSS                   |
| 18078 -               | 2000 FL31           | 28 martie 2000     | Socorro                | LINEAR                |
| 18079 Lion-Stoppato   | 2000 FJ63           | 27 martie 2000     | Anderson Mesa          | LONEOS                |
| 18080 -               | 2000 GW105          | 7 aprilie 2000     | Socorro                | LINEAR                |
| 18081 -               | 2000 GB126          | 7 aprilie 2000     | Socorro                | LINEAR                |
| 18082 -               | 2000 GB136          | 12 aprilie 2000    | Socorro                | LINEAR                |
| 18083 -               | 2000 HD22           | 29 aprilie 2000    | Socorro                | LINEAR                |
| 18084 Adamwohl        | 2000 HP47           | 29 aprilie 2000    | Socorro                | LINEAR                |
| 18085 -               | 2000 JZ14           | 6 mai 2000         | Socorro                | LINEAR                |
| 18086 Emilykraft      | 2000 JQ21           | 6 mai 2000         | Socorro                | LINEAR                |
| 18087 Yamanaka        | 2000 JA22           | 6 mai 2000         | Socorro                | LINEAR                |
| 18088 Roberteunice    | 2000 JS30           | 7 mai 2000         | Socorro                | LINEAR                |
| 18089 -               | 2000 JB41           | 6 mai 2000         | Socorro                | LINEAR                |
| 18090 Kevinkuo        | 2000 JA56           | 6 mai 2000         | Socorro                | LINEAR                |
| 18091 Iranmanesh      | 2000 JN58           | 6 mai 2000         | Socorro                | LINEAR                |
| 18092 Reinhold        | 2000 KR29           | 28 mai 2000        | Socorro                | LINEAR                |
| 18093 -               | 2000 KS31           | 28 mai 2000        | Socorro                | LINEAR                |
| 18094 -               | 2000 KN56           | 27 mai 2000        | Socorro                | LINEAR                |
| 18095 Frankblock      | 2000 LL5            | 5 iunie 2000       | Socorro                | LINEAR                |
| 18096 -               | 2000 LM16           | 1 iunie 2000       | Socorro                | LINEAR                |
| 18097 -               | 2000 LU19           | 8 iunie 2000       | Socorro                | LINEAR                |
| 18098 -               | 2000 LR20           | 8 iunie 2000       | Socorro                | LINEAR                |
| 18099 Flamini         | 2000 LD27           | 6 iunie 2000       | Anderson Mesa          | LONEOS                |
| 18100 Lebreton        | 2000 LE28           | 6 iunie 2000       | Anderson Mesa          | LONEOS                |